# یواس‌اس کپلین (اس‌اس-۲۸۹)
یواس‌اس کپلین (اس‌اس-۲۸۹) (به انگلیسی: USS Capelin (SS-289)) یک زیردریایی بود که طول آن ۳۱۱ فوت ۹ اینچ (۹۵٫۰۲ متر) بود. این زیردریایی در سال ۱۹۴۳ ساخته شد.